# Boeing 377
El Boeing Model 377 Stratocruiser, apodado "Romance de los cielos", fue una aeronave tetramotor de transporte comercial desarrollado en 1944 por Boeing Commercial Airplanes Co. a partir del Model 367, como avión civil de pasajeros, carga y también con usos militares (versión C-97 Stratofreighter). Se construyeron 56 unidades.

## Diseño y desarrollo

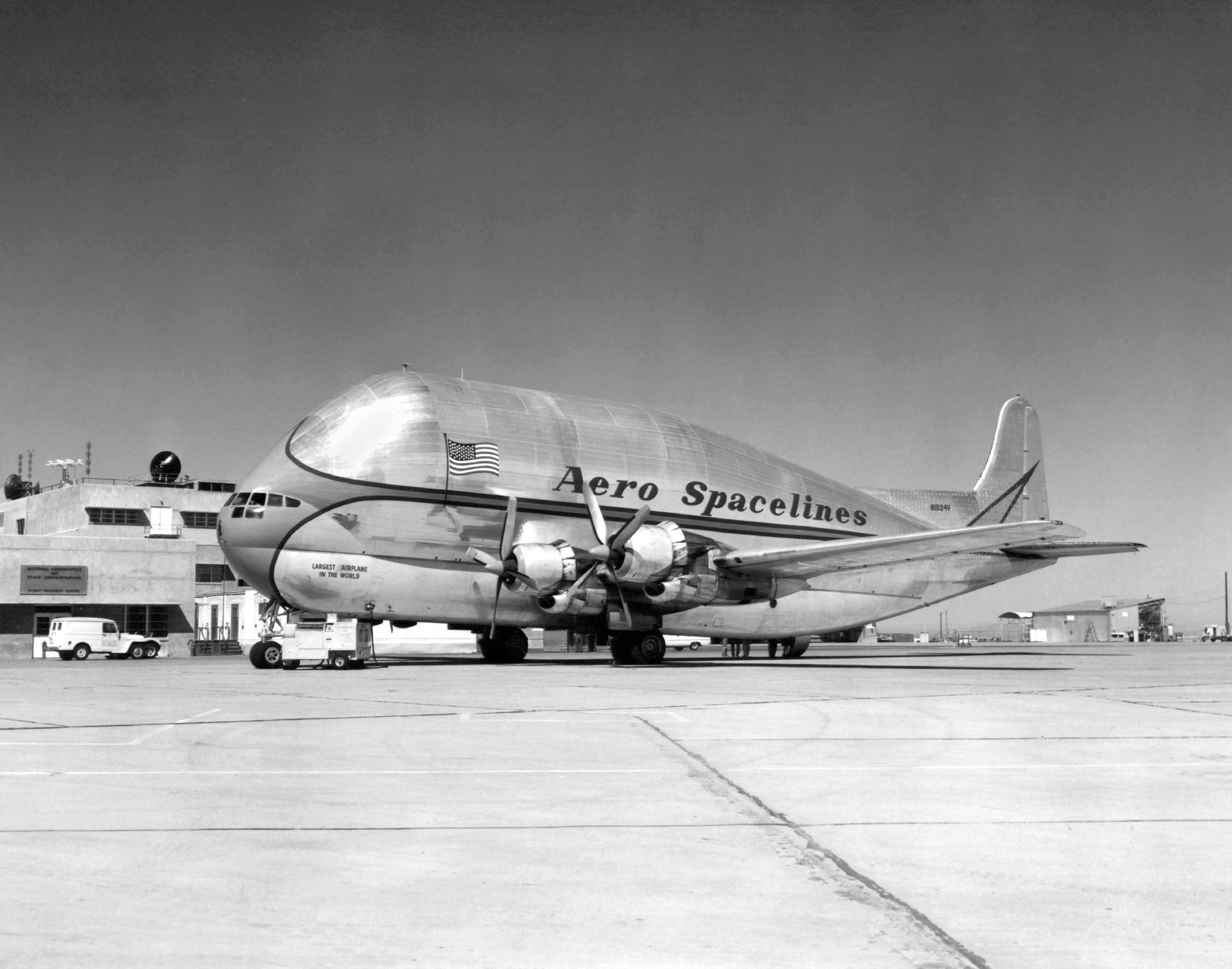
Aero Spacelines Pregnant Guppy de la NASA estadounidense.

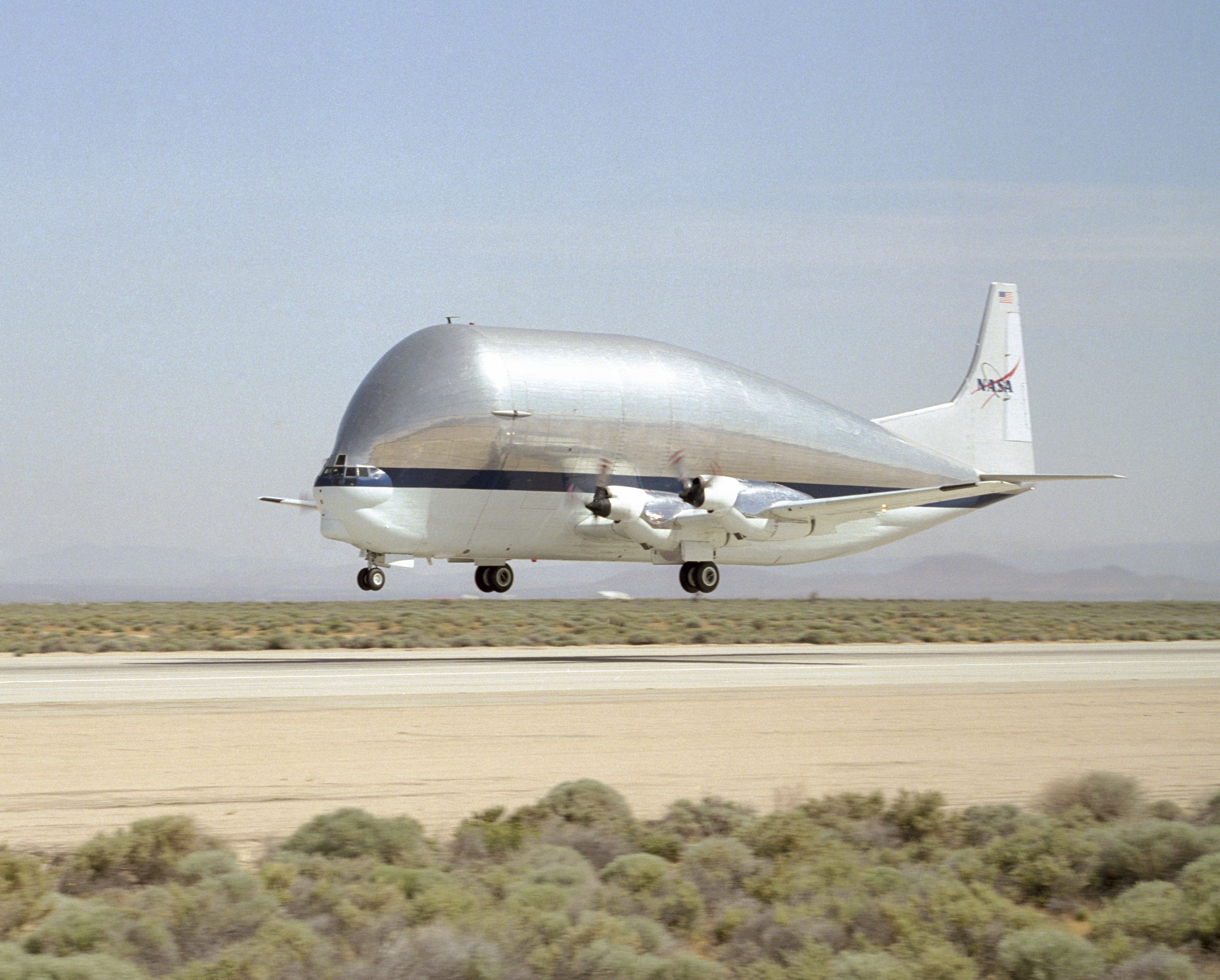
Aero Spacelines Super Guppy de la NASA estadounidense.

Durante la II Guerra Mundial, la urgente necesidad de concentrar los esfuerzos en los aviones de combate ralentizó el desarrollo de los modelos de transporte. Boeing diseñó una versión de transporte del bombardero tetramotor Boeing B-29 Superfortress en 1941-42. En diciembre de 1942 recibió un pedido de la USAAF por tres prototipos del nuevo XC-97, prototipos que la compañía fue incapaz de completar hasta mediados de 1944. A los directivos de la Boeing no se les escapaba el hecho de que este tipo de demoras podía dejar a la compañía en franca desventaja en el mercado de la postguerra, ya que si bien el Lockheed Constellation y el Douglas DC-4 y Douglas DC-6 eran más pequeños y básicamente más antiguos que su desarrollo, podrían estar disponibles con anterioridad.
En 1942, sin embargo, tenía fuertes compromisos de producción adquiridos con la USAF. Hacia el 20 de julio de ese año, no obstante, completó un estudio en profundidad de su propuesto Model 367, que fue rápidamente aceptado. 
Respecto a la versión normalizada de bombardeo, los cambios se circunscribían mayormente al fuselaje, conservando casi intacta la sección inferior del mismo, si bien sustituyendo la bodega de armas propia del B-29 por una de carga y equipaje. El Model 367 presentaba una sección superior mucho mayor (3,35 m de diámetro); la introducción de dos mitades tan dispares condujo a la sección transversal conocida como doble burbuja, que está todavía presente en los aviones comerciales actuales (aunque con los costados "rellenados"" para reducir la resistencia aerodinámica). Por esa época, el fuselaje del primer XC-97 resultaba enorme y, debido a su redondeado y ampliamente acristalado morro que confería al avión una velocidad punta más que apreciable, se parecía, a decir de algunos, a una ballena.
El primer prototipo, que inicialmente recibió el nombre de Stratofreighter , realizó su vuelo inaugural en Seattle el 15 de noviembre de 1944. 
Su pilotaje era tan bueno como el del B-29, y su velocidad y capacidad operativa quedaron ampliamente demostradas el 9 de enero de 1945, cuando el mismo avión (el n.º 43-27470) voló de Seattle a la ciudad de Washington con una carga útil de 9070 kg en 6 horas y 4 minutos, a la considerable velocidad promedio de 615 km/h. 
Por entonces los motores Wright R-3350-23 de 2200 hp habían sido reemplazados por los R-3350-57A estabilizados a una potencia unitaria de 2325 hp, pero Boeing tenía ya prevista la utilización de una versión mucho más potente, en paralelo con el bombardero XB-44 (más tarde, Boeing B-50). La USAAF encargo seis YC-97, muy similares a los tres prototipos, así como cuatro más de la variante más potente: tres YC-97A y un YC-97B.
Los YC-97A introducían el motor radial de 28 cilindros Pratt & Whitney R-4360 Wasp Major, estabilizado en un principio a 3000 hp, que de hecho estaba instalado en el interior de un capó más aerodinámico que el R-3350. Las góndolas tenían perfiles diferentes y se habían instalado nuevas hélices cuatripalas, cuyas anchas palas de puntas cuadrangulares estaban constituidas por delgadas láminas soldadas de acero. 
Debido a la necesidad de poder sostener el curso de vuelo con uno de los motores externos cortado, el empenaje vertical era mucho mayor y podía plegarse; entre otras innovaciones, aparecía el sistema térmico de deshielo de los bordes de ataque y la adopción de la nueva aleación 75ST para la estructura de las alas y otros componentes importantes. 
Un total de 26670 litros de combustible cabía en un nuevo sistema de estiba integrado por 35 depósitos flexibles de nailon, tres en la sección central alar y 16 en cada una de las secciones externas de los semiplanos. 
La capacidad máxima de carga ascendía a 18600 kg, que era introducida a través de una gigantesca rampa trasera y conducida mediante una pluma eléctrica sobre unos raíles que corrían por toda la longitud de la bodega. Podían subir a bordo camiones o vehículos blindados ligeros, y en configuración de transporte de tropas tenían cabida hasta 134 infantes o bien 83 camillas y cuatro asistentes sanitarios. 
El único YC-97B (45-59596) se convertiría en el prototipo de la versión comercial que Boeing tenía en mente. Transporte de personalidades, tenía ventanillas circulares, una cubierta superior dispuesta con 80 asientos, cocina y (un detalle que causó sensación por la época) una escalera de caracol que comunicaba la cubierta superior con la inferior, convertida en área de descanso para el pasaje. La rampa trasera de carga fue eliminada y, además de la totalidad del pasaje, el YC-97B podía llevar 7700 kg de mercancías o equipajes en las bodegas de la cubierta inferior.
El primero de los seis YC-97, último de los Boeing propulsados por motores Wright, voló el 11 de marzo de 1947. Estos aparatos transformaron radicalmente la ruta de Hawái de Air Transport Command (más tarde MATS , o Military Air Transport Service). 
En 1948, el primero de los YC-97A mantuvo una utilización media diaria de nueve a doce horas durante el puente aéreo de Berlín, disipando las dudas que se tenían sobre la fiabilidad de la combinación del motor Wasp Major con los nuevos turbocompresores General Electric. Boeing confiaba plenamente en la viabilidad del C-97 y esta demostración de fe se vio recompensada cuando en 1948 la recién creada USAF encargo 27 ejemplares, incrementados posteriormente a 50. Estos primeros Stratofreighter de serie llevaban hélices Hamilton Standard y se distinguían a simple vista por el radomo proel que alojaba el radar meteorológico APS-42.
Sin embargo, los Stratocruiser presentaron algunos inconvenientes serios con el sistema de hélices, ya que presentaron varios casos de hélices locas (hélices sobrerrevolucionadas que se desprendían del cubo y del motor), que provocaron algunos incidentes en sus travesías transatlánticas.

### Éxitos comerciales
Boeing puso especial empeño y cuidado en la concepción de la variante civil que, si bien era prácticamente idéntica al YC-97B, recibió un número diferente de tipo, el Model 377. Las compañías aéreas, de natural cauto, apreciaban la velocidad, el alcance y la carga útil del Model 377, pero se resistían a dar un primer paso. Pero, en una de sus arriesgadas jugadas comerciales, el nuevo presidente de Boeing, el abogado Bill Allen, decidió construir 50 aviones Model 377 por cuenta y riesgo de la compañía. La variante comercial fue entonces bautizada Stratocruiser.
Aunque inicialmente el riesgo comercial podía parecer menor debido a la similitud básica entre el Model 377 y el prácticamente amortizado YC-97B, la tensión en Boeing era enorme; sin embargo en junio de 1946, Pan Am pasó un pedido por 20 aviones 377. Pronto llegaron otros encargos: cuatro para SAS (luego desviados a BOAC), ocho para AOA (American Overseas Airlines), diez para Northwest, seis para BOAC y siete para United Airlines. El pedido de Pan Am, por un monto de 24,5 millones de dólares, fue considerado como el mayor pedido comercial de la historia aeronáutica. El primer Stratocruiser fue el segundo avión completado tras el YC-97B, y realizó su primer vuelo el 8 de junio de 1947. La certificación se demoró más tiempo que el empleado en el propio desarrollo del Model 377, de modo que PanAm no inauguró sus servicios con el avión hasta el 7 de septiembre de 1948. 
Existían toda una serie de configuraciones interiores en los Model 377-10-26, -28, -29, -30, -32 para dar acomodo desde 55 hasta 112 pasajeros o, en caso de estar equipado como "coche cama", a 28 literas superiores e inferiores, además de cinco asientos. La cabina principal se hallaba situada en el puente superior del fuselaje en "doble burbuja", y en la cubierta inferior, accesible a través de una escalera de caracol, había una lujosa sala o cocktail bar de 14 asientos.
De un total de 55 ejemplares construidos, Pan Am operó simultáneamente con 27. De éstos, 10 contaban con capacidad de combustible adicional para operaciones trasatlánticas, y fueron conocidos como Super Stratocruiser. En fecha posterior, la totalidad de la flota se equipó con turboalimentadores General Electric CH-10, lo que permitía que cada motor desarrollase 50 hp adicionales.
La British Overseas Corporation reunió una flota de 17 ejemplares, de los que únicamente seis eran compras originales a la Boeing, mientras que los restantes procedían de otras líneas aéreas. Después de más de nueve años al servicio de la BOAC, esta compañía vendió 10 de ellos a Transocean Airlines de Estados Unidos, en 1958. Cuatro se reconvirtieron para albergar 117 plazas en una configuración de gran densidad, y los restantes añadieron 12 plazas adicionales a las 63 y 84 de sus configuraciones estándar.

### Con el Mando Aéreo Estratégico
El estallido de la guerra de Corea en junio de 1950 supuso que los pedidos militares de la versión C-97 superaran las más optimistas previsiones de Boeing. Ello se produjo además al tiempo que llegaban ingentes encargos por bombarderos Boeing B-47 y Boeing B-52, de manera que Boeing se vio acorralada por la urgente necesidad de espacio y mano de obra. La totalidad del programa de los C-97 y Stratocruiser fue transferida a la factoría de Renton, mientras que las de Seattle y Wichita fueron asignadas a otros cometidos. Los pedidos por el C-97 suponían el mayor encargo efectuado hasta la fecha por aviones cisterna para el SAC (Srategic Air Command, o Mando Aéreo Estratégico) y estaban destinados a servir de apoyo a los bombarderos B-47; ello llevó a la evaluación de tres KC-97A con una pértga rígida de reabastecimiento, que se estandarizó en los KC-97E, KC-97F y KC-97G de serie. El masivo pedido final por 592 ejemplares de la última variante mencionada elevó a 888 el número total de aviones C-97 producidos, de los que el último abandonó la línea de montaje en julio de 1956.
La capacidad interna de combustible inicial de la serie KC era de unos 26000 litros, pero a partir de la variante KC-97E se añadió un grupo de depósitos en la cubierta superior del fuselaje que con sus 27600 litros, elevaban la cabida total hasta la considerable cifra de 53760 litros, de los que la mayoría podían ser transferidos en vuelo a otros aviones mediante la pértiga patentada por Boeing, accionada por un operador instalado en la sección ventral trasera del fuselaje. Todos los cisternas de los principales lotes de serie fueron diseñados para que pudieran convertirse rápidamente en aviones de transporte mediante la eliminación de los depósitos del fuselaje, la pértiga y la estación del operador. Sin embargo, en la variante final, la KC-97G, parte del combustible del fuselaje fue desplazado a unos gigantescos depósitos fijos subalares, de modo que el fuselaje quedó libre para admitir una importante carga útil sin necesidad de modificaciones.
La vasta flota de cisternas del SAC, 20 aviones en cada ala de bombardeo, comenzó a ser dotada con aparatos a reacción Boeing KC-135A, que empezaron a reemplazar a los KC-97 en 1957. Muchos de los KC-97 siguieron sirviendo como transportes puros; sin embargo, en una fecha tan tardía como 1964, una considerable cantidad de ellos, utilizados aún por la Guardia Aérea Nacional y algunos en Vietnam, fueron dotados con reactores auxiliares procedentes de los KB-50, para mejorar su techo y velocidad, convirtiéndose en los KC-97L.

### Conversiones Guppy
Las conversiones Guppy ha venido a demostrar que la adición de una importante sección superior en el fuselaje del B-29 para convertirlo en el C-97 no fue algo tan exagerado como se pretendió sino que todavía Boeing se quedó algo corta.
El hombre que dio vida a semejantes engendros fue Jack Conroy, quien en 1961 constituyó la Aero Spacelines Inc. para producir aviones especiales capaces de transportar gigantescas etapas de cohetes del programa espacial estadounidense, especialmente las etapas S-II del vector de lanzamiento del Saturno V (Apollo). 
En primer lugar, tomó un viejo Stratocruiser y lo llevó a On-Mark Engineering para que le instalaran una sección adicional ventral de 5,08 m. Tras evaluar en vuelo la nueva configuración, Conroy propuso la creación de una nueva y gigantesca sección superior del fuselaje de 6,20 m de diámetro, capaz de aceptar las etapas de los cohetes. El avión resultante, fue puesto en vuelo el 19 de septiembre de 1962; tenía un aspecto capaz de dejar boquiabierto a cualquiera, pero volaba bien. A alguien se le ocurrió decir que parecía a pregnant guppy (la hembra preñada del pequeño pez de agua dulce guppy), de modo que el nombre de Guppy se adoptó como apodo; su denominación oficial fue B-377PG.
Pero esta excentricidad aeronáutica no era aún la última palabra. La NASA precisaba transportar por vía aérea la etapa S.IVB, la segunda del Saturno V y mucho mayor que la anterior. A tal fin, Aero Spacelines creó el Super Guppy o B-377SG. Este aparato consistía en un sustancial rediseño, con una nueva cola, mayor envergadura y un colosal fuselaje 94 cm más largo y capaz de albergar cargas de un diámetro máximo de 7,62 m. Como punto de partida, Conroy seleccionó al potente YC-97J, con motores T34. El Super Guppy voló el 31 de agosto de 1965. Aparecieron a continuación varios cargueros Guppy, como el Commercial Super Guppy con turbohélices Allison 501, el Mini Guppy para llevar componentes de oleoductos y otras cargas pesadas pero menos voluminosas, y el Commercial Mini Guppy, con motores Allison. El Commercial Super Guppy sustituía la cola desmontable por un sistema de articulación de la misma para introducir cargas.
En 1970, el primer Guppy 101 presentaba ya una sección de proa articulada para facilitar la introducción de los gigantescos componentes. Esta versión fue seguida por la Guppy 201, la mayor de todas, con una longitud de 43,84 m y turbohélices Allison 501-D22C. El primer ejemplar fue utilizado en Estados Unidos para transportar los componentes principales del Douglas DC-10 y el Lockheed Tristar entre las diversas factorías y las instalaciones de montaje final. En 1971, la compañía francesa UTA comenzó a utilizar un Guppy 201 contratado por Aérospatiale para llevar a Toulouse los componentes del prototipo Airbus A300B . Gradualmente, a medida que aumentaba la producción de Airbus Industrie, la flota de los Guppy europeos ascendió a cuatro aviones, de los que los dos últimos fueron producidos entre 1980 y 1983 por UTA Industries.
Algunos aviones reconvertidos, parecidos en concepto al Guppy:
- Conroy Skymonster
- Airbus Beluga
- Boeing 747 LCF

## Variantes

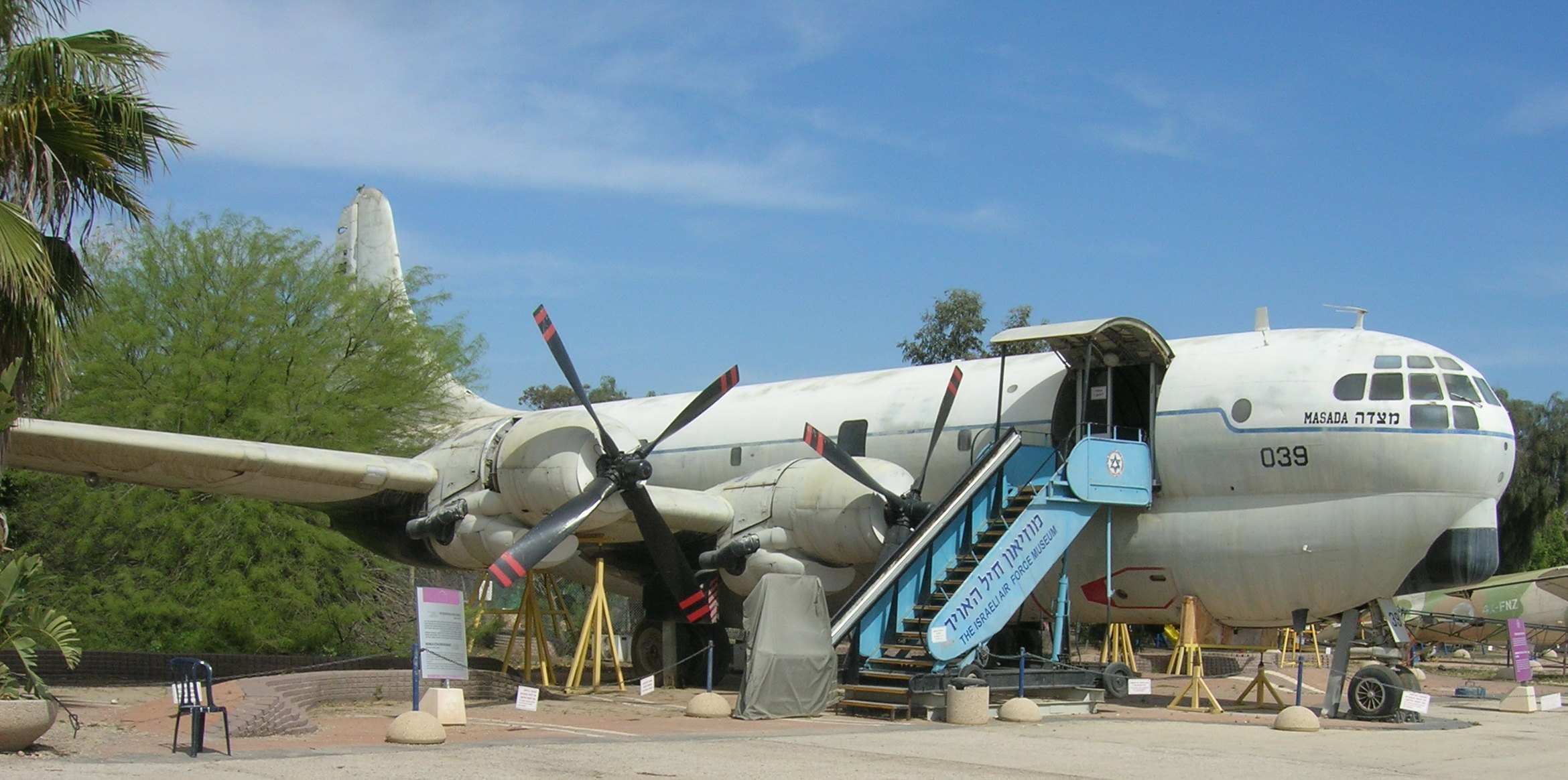
377M Anak, Israeli Air Force Museum (2007).

377-10-19
Prototipo del Stratocruiser, uno construido. Más tarde actualizado al estándar 377-10-26 y vendido a Pan American World Airways en 1950.
377-10-26
20 unidades entregadas a Pan American World Airways con ventanas redondas y cocina trasera.
377-10-26S
10 unidades reequipadas con motores más potentes y mayor capacidad de combustible para los vuelos trasatlánticos de Pan American. Llamados los "Super Stratocruiser".
377-10-28
Cuatro unidades ordenadas por Scandinavian Airlines System, pero adquiridas por BOAC después de que SAS cancelase la orden. Los aviones tenían las mismas características que los 377-10-26.
377-10-29
Ocho unidades entregadas a American Overseas Airlines con ventanas redondas en la cabina principal y rectangulares en la inferior, así como una cocina trasera. AOA se fusionó con Pan Am un año después de la entrega.
377-10-30
Diez unidades para Northwest Orient Airlines con todas las ventanas rectangulares y cocina trasera.
377-10-32
Seis unidades para British Overseas Airways Corporation (BOAC). Tenían una cocina central y todas las ventanas de cabina eran circulares.
377-10-34
Siete unidades para United Air Lines. Ventanas rectangulares en la cabina principal y redondas en la cabina inferior. Vendidas a BOAC cerca de 1954.
377F
Conversión a carguero.
377M
A principios de los años 60, la Fuerza Aérea de Israel quería modernizarse al C-130 Hercules, que podía llevar mayores cargas, pero era caro y las ventas estaban embargadas por los Estados Unidos. Israeli Aircraft Industries en el Ben Gurion International Airport se ofreció a modificar Boeing 377 Stratocruiser. Tenía un piso de cabina reforzado que podría llevar carga, más la sección de cola de un C-97 Statocruiser militar, que incluía una puerta de carga doble. Fueron apodados Anak (gigante en hebreo) y entraron en servicio en 1964. Tres de estos fueron modificados usando una sección de cola articulada, similar a la del avión comercial Canadair CL44D-4. Otros dos sirvieron como cisternas aéreos con receptáculos subalares de reabastecimiento por manguera en carrete. Otros dos fueron plataformas ELINT para misiones de reconocimiento electrónico, vigilancia y ECM (Contramedidas Electrónicas). A estos se les unieron más tarde cuatro KC-97G con sistemas de pértiga volante.

### Aero Spacelines Guppy

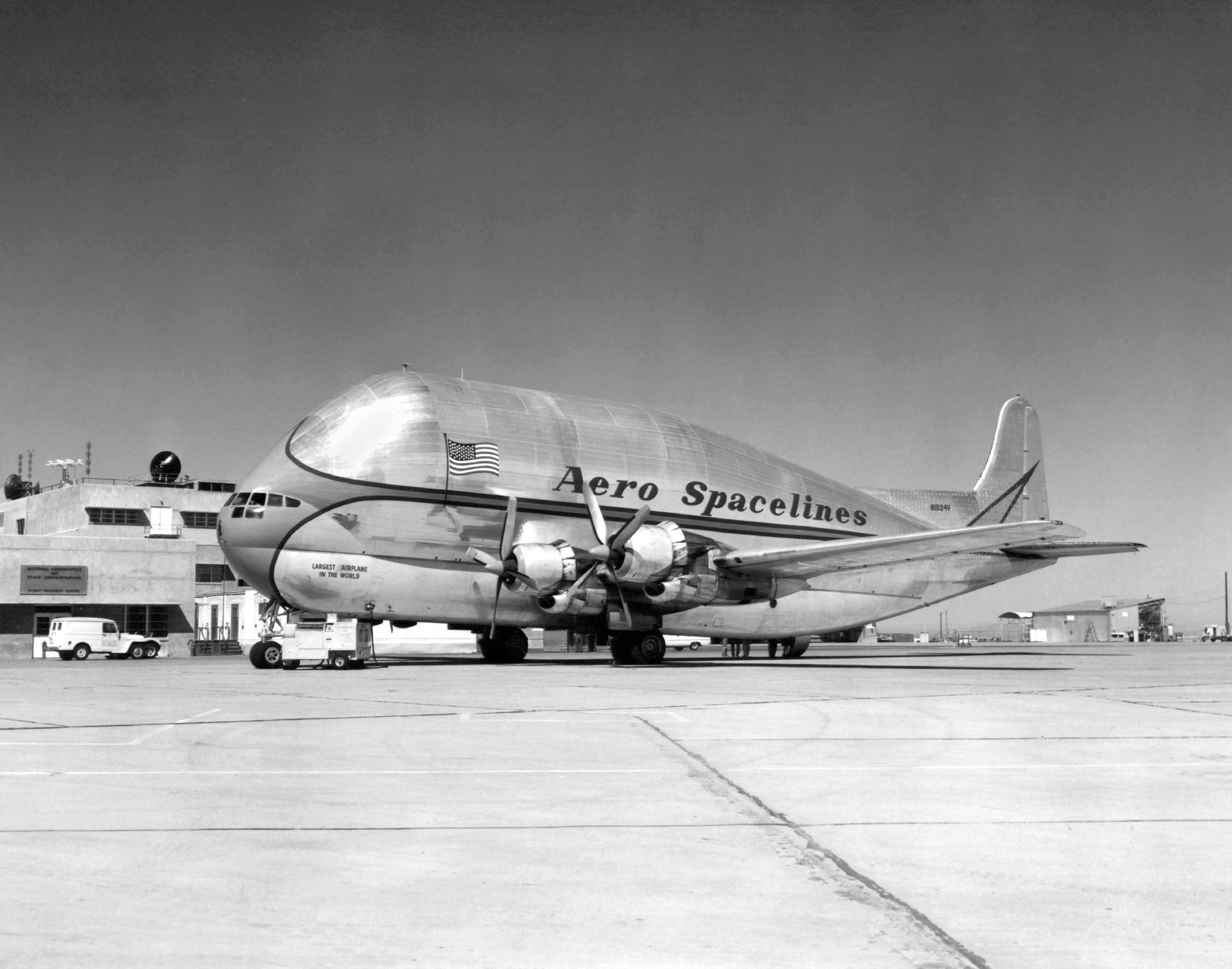
El transporte pesado Pregnant Guppy.

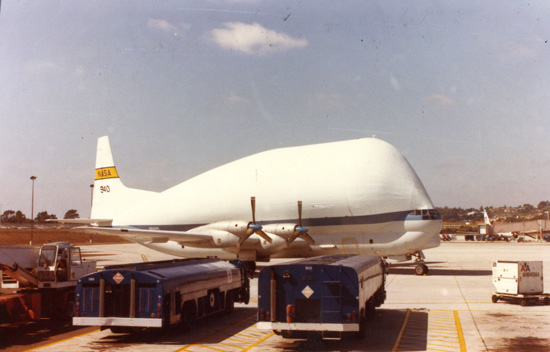
El propulsado por turbinas Super Guppy de la NASA.

Además de los Anak israelíes, una compañía llamada Aero Spacelines estuvo convirtiendo viejos 377 en aviones llamados Guppy en los años 60. Había tres tipos: el Pregnant Guppy, el Super Guppy, y el Mini Guppy. Tenían una extensión de la parte superior del fuselaje que les permitía transportar grandes partes de aviones entre factorías.
El primero fue el Pregnant Guppy, seguido por el Super Guppy, y finalmente el Mini Guppy. El Super Guppy y el Mini Guppy tenían motores turbohélice.
Aero Spacelines 377PG Pregnant Guppy
Conversión de un 377-10-26, incorporando una cubierta superior agrandada en 4,88 m para llevar secciones del cohete Saturno V. Uno convertido.
Aero Spacelines 377SG Super Guppy
Un único transporte pesado similar al Pregnant Guppy construido por Aero Spacelines. El avión contenía partes de un YC-97J Stratofreighter y un 377-10-26 emparejadas con un fuselaje principal mayor, cola mayor y turbohélices Pratt & Whitney T34.
Aero Spacelines SGT-201 Super Guppy Turbine
Originalmente designado 377SGT, era similar al 377SG, pero con un fuselaje más aerodinámico, rueda de proa de un Boeing 707, envergadura alargada 7,01 m, y cuatro turbohélices Allison 501-D22C. Se construyeron cuatro y fueron usados por Airbus para transportar partes de aviones entre sus factorías. En los años 90, Airbus los retiró debido a los crecientes costes operacionales y han sido reemplazados por Airbus Beluga. Tres antiguos Super Guppy de Airbus Industrie permanecen en el Reino Unido, Alemania y Francia, mientras que el cuarto avión fue adquirido por la NASA como parte de un acuerdo de trueque con la ESA por su papel como socio de la Estación Espacial Internacional.
Aero Spacelines 377MG Mini Guppy
Conversión de un 377-10-26, presentaba una cabina principal mayor para carga sobredimensionada, ala alargada y ala plegable.
Aero Spacelines MGT-101 Mini Guppy Turbine
Designado originalmente 377MGT. Similar al 377MG, pero propulsado por motores turbohélice Allison 501-D22C. Uno construido.

## Operadores
Ecuador
- Línea Internacional Aérea

 Israel
- Israeli Air Force

 Suecia

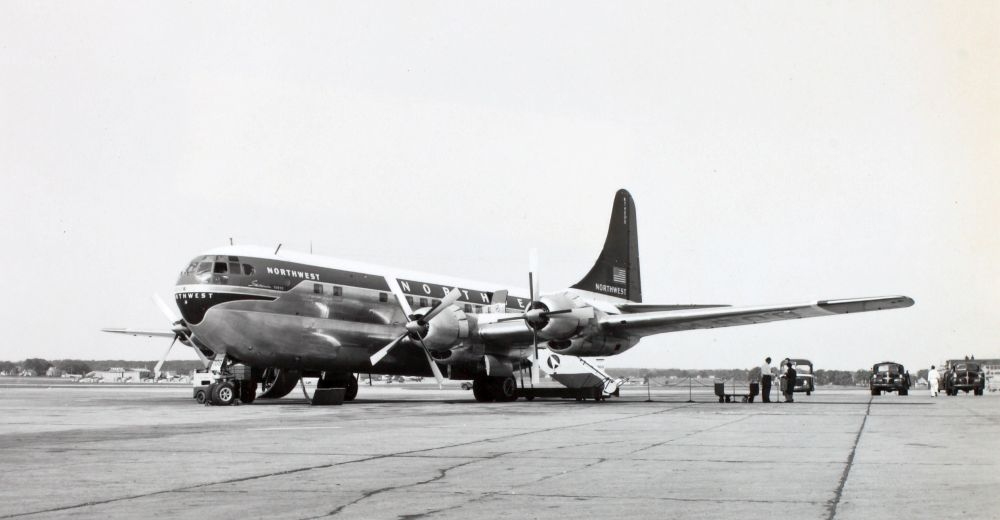
Un Stratocruiser de Northwest Airlines estacionado.

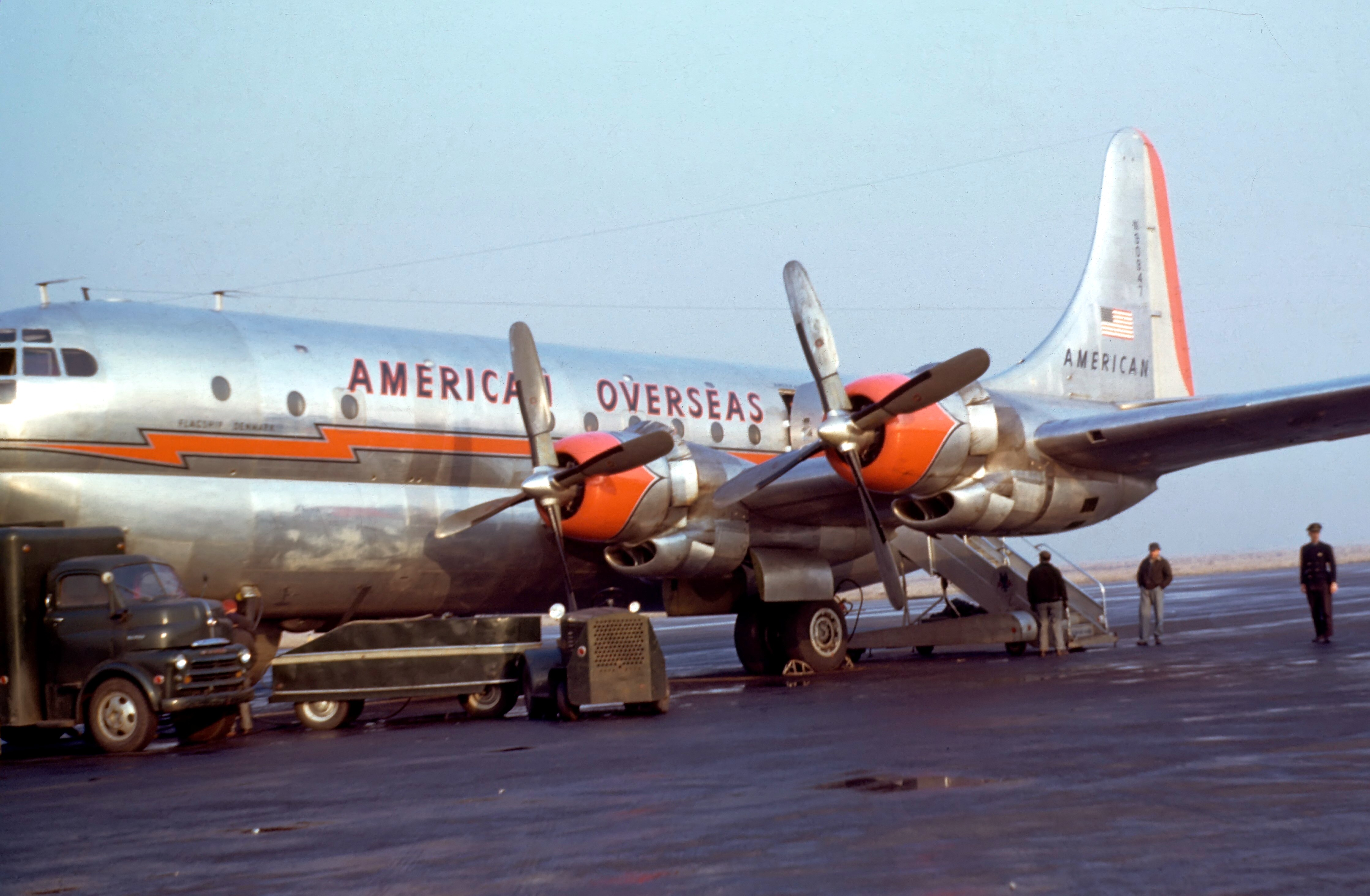
Stratocruiser N90947 "Flagship Denmark" de American Overseas Airways en 1949 o 1950.

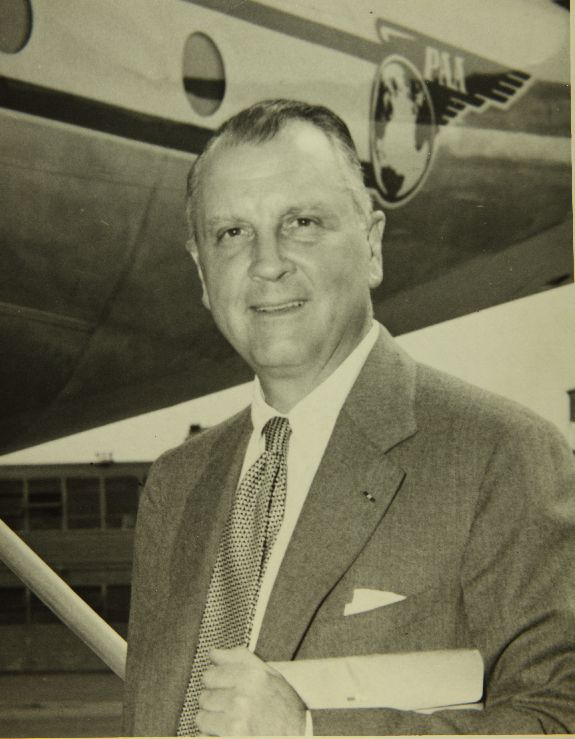
El President de Pan American World Airways, Juan Trippe, frente a un Stratocruiser.

- Svensk Interkontinental Lufttrafik part of Scandinavian Airlines System (aviones no entregados, pasaron a BOAC)

 Reino Unido
- British Overseas Airways Corporation (BOAC)

 Estados Unidos
- American Overseas Airlines
- DAI Airways
- Northwest Orient Airlines
- Pan American World Airways
- Transocean Air Lines
- United Airlines

 Venezuela
- Rutas Aéreas Nacionales SA

## Especificaciones (377 básico y 377-26S)

### Características generales
- Tripulación: 3
- Capacidad: Hasta 100 pasajeros en la cubierta principal y 14 en la inferior. Configuración típica de 63 asientos de primera clase u 84 de clase turista
- Longitud: 33,63 m
- Envergadura: 43,05 m
- Altura: 11,66 m
- Superficie alar: 164,3 m²
- Peso vacío: 37875 kg
- Peso máximo al despegue: 67133 kg
- Planta motriz: 4× motor radial motor radial 28 cilindros enfriado por aire Pratt & Whitney R-4360-B6 Wasp Major.
  - Potencia: 2610 kW (3500 hp) cada uno.
- Hélices: 1× hélices cuadripala de velocidad constante por motor.

### Rendimiento
- Velocidad máxima operativa (Vno): 547 km/h
- Velocidad crucero (Vc): 483 km/h
- Velocidad mínima controlable (Vmc): 603 km/h
- Alcance: 6760 km (Básico); 7360 km (Super Stratocruiser)
- Techo de vuelo: 7200 m (24000 pies)

### Desarrollos relacionados
- Boeing B-29 Superfortress
- Boeing B-50 Superfortress
- Boeing C-97 Stratofreighter
- Boeing KC-97 Stratotanker
- Aero Spacelines Pregnant Guppy
- Aero Spacelines Super Guppy
- Aero Spacelines Mini Guppy

### Aeronaves similares
- Canadair CL-44
- Douglas DC-7
- Lockheed L-188 Electra
- Lockheed Constellation
- Lockheed L-049 Constellation
- Lockheed L-649 Constellation
- Lockheed L-749 Constellation
- Lockheed L-1049 Super Constellation
- Lockheed L-1649A Starliner
- Lockheed Constitution
- Tupolev Tu-70

### Secuencias de designación
- Secuencia Numérica (interna de Boeing): ← 345 - 367 - 367-80 - 377 - 400 - 450 - 451 →